# Ritidian Point
Ritidian Point är en udde i Guam (USA).   Den ligger i kommunen Yigo Municipality, i den norra delen av Guam, 23 km nordost om huvudstaden Hagåtña. Det är Guams nordligaste punkt. Vid udden ligger stranden Ritidian Beach.